# Herbert Schiller
Herbert Irving Schiller (ur. 5 listopada 1919, zm. 29 stycznia 2000) – amerykański krytyk mediów, socjolog, autor publikacji i wykładowca.

## Działalność i publikacje
Herbert Schiller uznawany jest za najbardziej wpływowego lewicowego analityka mediów XX wieku.
W roku 1960 uzyskał doktorat na Uniwersytecie w Nowym Jorku.
Opublikował osiem książek i setki artykułów – zarówno w naukowych, jak i popularnych periodykach. Dzięki swoim publikacjom stał się kluczową osobą zarówno w badaniach nad komunikacją, jak i w publicznej debacie nad rolą mediów w nowoczesnym społeczeństwie.
Schiller ostrzegał w swoich rozlicznych publikacjach i wystąpieniach przed dwoma narastającymi trendami:
- przejmowaniem, w swoim kraju, w ręce prywatne przestrzeni i instytucji publicznych
- zdominowaniem kultury poza granicami USA poprzez korporacje amerykańskie – szczególnie w rozwijających się krajach.

## Życie prywatne
Był mężem bibliotekarki i wykładowczyni Anity Schiller, z którą miał dwóch synów, Zacha i Dana.

## Tłumaczenia prac na język polski
- Sternicy świadomości, tł. z ang. Urszula Szczepańczyk, Kraków 1976, Wyd. Ośrodek Badań Prasoznawczych (Biblioteka Wiedzy o Prasie, Seria A ; t.10), s. 259 (The Mind Managers 1972)